# Francis Cohen (journaliste)
Pour les articles homonymes, voir Francis Cohen et Cohen.
Francis Cohen, né le 12 mai 1914 à Paris et mort dans la même ville le 22 juillet 2000, est un journaliste de la presse communiste. Directeur de 1966 à 1980 de La Nouvelle Critique, revue mensuelle éditée par le Parti communiste français à destination des intellectuels, son rôle au sein du Parti communiste n'a jamais correspondu à une quelconque présence officielle dans une instance de direction de ce parti.

## Biographie
Fils du linguiste Marcel Cohen, Francis Cohen, au cours de ses études secondaires puis supérieures de sciences naturelles qu'il poursuit à la Sorbonne, milite activement dans les organisations étudiantes où se retrouvent les étudiants de la mouvance communiste. De 1934 à 1938 il est secrétaire de l'Union fédérale des étudiants (UFE), puis il appartient au Bureau national de l'Union des étudiants communistes (UEC) dès la création de celle-ci en 1939. Il adhère également au Parti communiste en 1937.
Mobilisé de septembre 1939 à septembre 1940, il fait alors partie de la direction clandestine de l'UEC. À ce poste il participe à la « marche vers l'Étoile » des étudiants le 11 novembre 1940. Il poursuit la Résistance dans les milieux universitaires.
Lors de la Libération, il devient journaliste à L'Humanité, dont il est le correspondant à Moscou durant trois ans. Entré à la rédaction de La Nouvelle Critique en 1952, il devient directeur de cette revue en 1967. Il le reste jusqu'en février 1980, date à laquelle la revue cesse de paraître. Il accompagne, dans le milieu des intellectuels, les avancées et les replis politiques du Parti communiste français. C'est ainsi qu'en 1978 il cosigne le livre L'URSS et nous, qui semblait marquer une prise de distance vis-à-vis du « communisme version soviétique ».
Dans les années 1980-1990, il collabore à l’Institut de recherches marxistes puis à Espaces Marx.
Il meurt le 22 juillet 2000 à Paris à l'âge de 86 ans et est inhumé au cimetière parisien d’Ivry.
Époux de la chimiste et résistante Marie-Élisa Nordmann (1910-1993), il était père de trois enfants dont l'historien de l'architecture et de l'urbanisme Jean-Louis Cohen (1949-2023).

## Publications
- Science bourgeoise et science prolétarienne, avec Jean Desanti, Raymond Guyot et Gérard Vassails, introduction de Laurent Casanova, Paris, éditions de la Nouvelle critique , 1950
- Le destin des classes sociales en URSS, Paris, Centre d'études et de recherches marxistes , 1963
- L'URSS en mouvement : 1960-1963 : essais sur la vie soviétique, Paris, Éditions sociales , 1963
- La démocratie socialiste en URSS après le 24e congrès du PCUS, Paris, Les éditions de la Nouvelle critique , cop. 1972
- Allons-nous vers une convergence du socialisme et du capitalisme?, Paris, Institut Maurice Thorez , 1973
- Les soviétiques : classes et société en U.R.S.S., Paris : Éditions sociales , 1974
- L'URSS et nous, avec Alexandre Adler, Maurice Décaillot (et al.), Paris, Éditions sociales , DL 1978
- Entretiens avec György Aczél[9] sur un socialisme, Paris, Éditions sociales , 1982
- Itinéraires bulgares, (suivi d'un entretien avec Todor Jivkov), Paris, Éditions sociales , 1985